# Norfenfluramina
La norfenfluramina, o 3-trifluorometilanfetamina, es un fármaco nunca comercializado de la familia anfetaminas con propiedades de agente liberador de serotonina y norepinefrina y un potente agonista de los receptores 5-HT2A, 5-HT2B y 5-HT2C. Fue estudiada por sus acciones anoréxicas y como psicotrópico estimulante, debido a sus propiedades serotoninérgicas:
- estimulación de la liberación de serotonina;
- potente actividad agonista hacia los receptores 5HT 2B,

Esta actividad farmacológica se considera insignificante. La norfenfluramina no ha sido comercializada como tal. Es un metabolito activo de tres fármacos, fenfluramina, dexfenfluramina y benfluorex, todos ya retirados del mercado.
Varios agonistas del receptor 5-HT2B usados en el tratamiento de la migraña, así como la norfenfluramina son capaces de inducir la enfermedad cardíaca valvular.

## Historia

### 1959 - 1976
En 1959, investigadores de los laboratorios Smith Kline & French presentaron una solicitud de patente en los Estados Unidos que cubría la norfenfluramina (por sus propiedades anorexígenas). La patente también se emitiría en Francia, Bélgica y Gran Bretaña.
En 1960, Albert Weissman et al. publicaron en la reunión de la Sociedad Estadounidense de Farmacología y Terapéutica evidencias sobre la norfenfluramina. Su farmacología se caracteriza por un efecto anorexígeno sin estimulación significativa del sistema nervioso central. La conclusión de estos autores es la que el P-1727 (código de norfenfluramina en esta publicación) retiene gran parte de la potencia anoréxica de la anfetamina en ratas sin estimulación conductual concomitante, medida mediante técnicas de condicionamiento operante. Tanto la fenfluramina como la clorpentermina fueron aprobados en 1973 como medicamentos simpaticomiméticos proanoréxicos.
En 1974, Goudie et al. confirmaron en ratas estas propiedades anoréxicas de la norfenfluramina; concluyen que al menos parte de los efectos de la fenfluramina se debe a la de su principal metabolito la norfenfluramina. Los datos informados en dicho artículo proporcionan evidencia que implica a la norfenfluramina como la mediadora de las acciones de la fenfluramina.
Bajo el nombre comercial de Mediator, el benfluorex fue comercializado en 1976 en Francia por el grupo francés Servier, oficialmente como antidiabético. También habría sido presentado por visitantes médicos como ventajoso en pacientes que deseaban perder peso.

### 1988 y 1991
Entre 1988 y 1991, la literatura científica reporta que algunos de los efectos principales y secundarios de la fenfluramina (Pondéral) se deben a su metabolito N-desalquilado, la norfenfluramina. Para ese momento, el fabricante, Servier, sabía que el Benfluorex administraba a los humanos dicho metabolito, la norfenfluramina, en concentraciones cercanas a las medidas después de la administración de la fenfluramina.

### Años 2000
A principios de los años 2000, una investigación estadounidense publicó el rol que juega la norfenfluramina (como metabolito) en la inducción de valvulopatías asociadas con la dexfenfluramina y la fenfluramina. La norfenfluramina también es uno de los dos metabolitos principales del benfluorex. Según el informe el benfluorex sería sólo un precursor. Los laboratorios Servier intentaron, después de haberlo reconocido, hacerlo olvidar, eliminando una frase que evocaba esta característica de un documento comunicado a la Afssaps en 1999. En España, la aparición de trastornos cardíacos graves con la administración debenfluorex, similares a los observados con fenfluramina y dexfenfluramina, está en el origen de la retirada del mercado de las especialidades farmacéuticas que contienen benfluorex, comenzando en marzo de 2003. En Francia, el benfluorex se retira de las farmacias el 30 de noviembre de 2009.

## Fenfluramina
La acción de la norfenfluramina sobre los receptores 5-HT2B de las válvulas cardíacas conduce a un patrón característico de insuficiencia cardíaca tras la proliferación de fibroblastos cardíacos en la válvula tricúspide, conocido como fibrosis cardíaca. Este efecto secundario condujo a la retirada de la fenfluramina como agente anorexígeno en todo el mundo y a la retirada del benfluorex en Europa, ya que tanto la fenfluramina como el benfluorex forman norfenfluramina como metabolito activo. Es también agonista del receptor TAAR1 humano.
Se ha demostrado que la administración conjunta de la fenfluramina con estiripentol y clobazam, con o sin valproato, aumenta las concentraciones sanguíneas de la fenfluramina y disminuye su metabolito, la norfenfluramina.

## Efectos adversos
La actividad de la norfenfluramina sobre los receptores 5HT2B presentes en las válvulas del corazón puede conducir a una insuficiencia cardíaca característica, debido a la proliferación de fibroblastos cardíacos en la válvula tricúspide, denominada fibrosis cardíaca. Además, se ha demostrado que la norfenfluramina tiene propiedades vasoactivas que pueden provocar hipertensión arterial pulmonar. Estos efectos adversos (valvulopatía e hipertensión arterial pulmonar) llevaron a la retirada sucesiva de los tres fármacos, fenfluramina, dexfenfluramina y benfluorex. De hecho, después de la ingestión, cada una de estas moléculas se metaboliza en norfenfluramina en concentraciones similares, aproximadamente 50 ng/ml. Esta similitud metabólica sería cuestionada por Servier, el fabricante de los tres productos retirados. Según una publicación en 2009, ninguna publicación científica accesible, al igual que los documentos de información científica de Servier destinados a los prescriptores, informaban claramente sobre la producción de norfenfluramina, identificada como nociva para el corazón, a partir de 2000.